# Fázový diagram
Fázový diagram (též diagram skupenství) slouží k zobrazení závislostí stavových veličin termodynamické soustavy. Obvykle se používají diagramy {\displaystyle p-T} (tj. závislost tlaku {\displaystyle p} na teplotě {\displaystyle T}), {\displaystyle p-V} (tj. závislost tlaku {\displaystyle p} na objemu {\displaystyle V}), {\displaystyle T-V} (tj. závislost teploty {\displaystyle T} na objemu {\displaystyle V}), ale také např. {\displaystyle T-S} (tj. závislost teploty {\displaystyle T} na entropii {\displaystyle S}) popř. jiné.

## Popis diagramu

Příklad fázového diagramu p-T čisté látky

Na obrázku je příklad fázového diagramu {\displaystyle p-T}, který zachycuje některé význačné prvky termodynamické soustavy.
Křivka a představuje rozhraní mezi pevnou látkou a kapalným skupenstvím a nazývá se křivka tání. Pevná látka může být v rovnováze se svou kapalnou fází pouze při těch tlacích a teplotách, které leží na křivce tání. Vlevo od této křivky jsou stavy, při kterých může látka stabilně existovat pouze jako pevná látka. Body napravo od této křivky zobrazují stavy, při kterých může látka stabilně existovat pouze jako kapalina. Přechodem přes křivku tání dochází k tání pevné fáze, popř. tuhnutí kapaliny.
Křivka b je rozhraním mezi pevnou látkou a plynným skupenstvím a nazývá se sublimační křivka. Body na sublimační křivce představují rovnovážné stavy mezi pevnou látkou a její nasycenou párou. Ve stavech mimo tuto křivku může látka stabilně existovat pouze v pevném skupenství (vlevo od křivky) nebo ve skupenství plynném (vpravo od křivky). Přechodem přes sublimační křivku dochází k sublimaci pevné fáze, popř. desublimaci plynu.
Křivka c představuje rozhraní mezi kapalinou a její párou. Tato křivka se nazývá křivka nasycených (sytých) par (též křivka vypařování). Body této křivky určují rovnovážné stavy mezi kapalným a plynným skupenstvím. Vlevo od této křivky se nachází stavy, v nichž může látka stabilně existovat pouze jako kapalina. Vpravo od této křivky jsou stavy, v nichž látka může stabilně existovat pouze jako plyn. Při přechodu této křivky látka začne vařit , popř. kondenzuje.
Křivka nasycených par je zakončena bodem K, který se nazývá kritický bod.
Křivky a, b a c se protínají ve společném bodě T, který se nazývá trojný bod. Trojný bod určuje stav, při kterém mohou existovat všechna skupenství současně. Teplota trojného bodu je základní teplota pro realizaci termodynamické teplotní stupnice.
Křivky a, b a c rozdělují rovinu fázového diagramu na tři oblasti I, II, III. Body ležící v oblasti I znázorňují stavy tělesa v pevném skupenství, body v oblasti II stavy tělesa ve skupenství kapalném a body v oblasti III znázorňují stavy syté páry.
Přechod z jedné oblasti do druhé znázorňuje děj, při kterém u uvažované látky dochází ke změně skupenství.

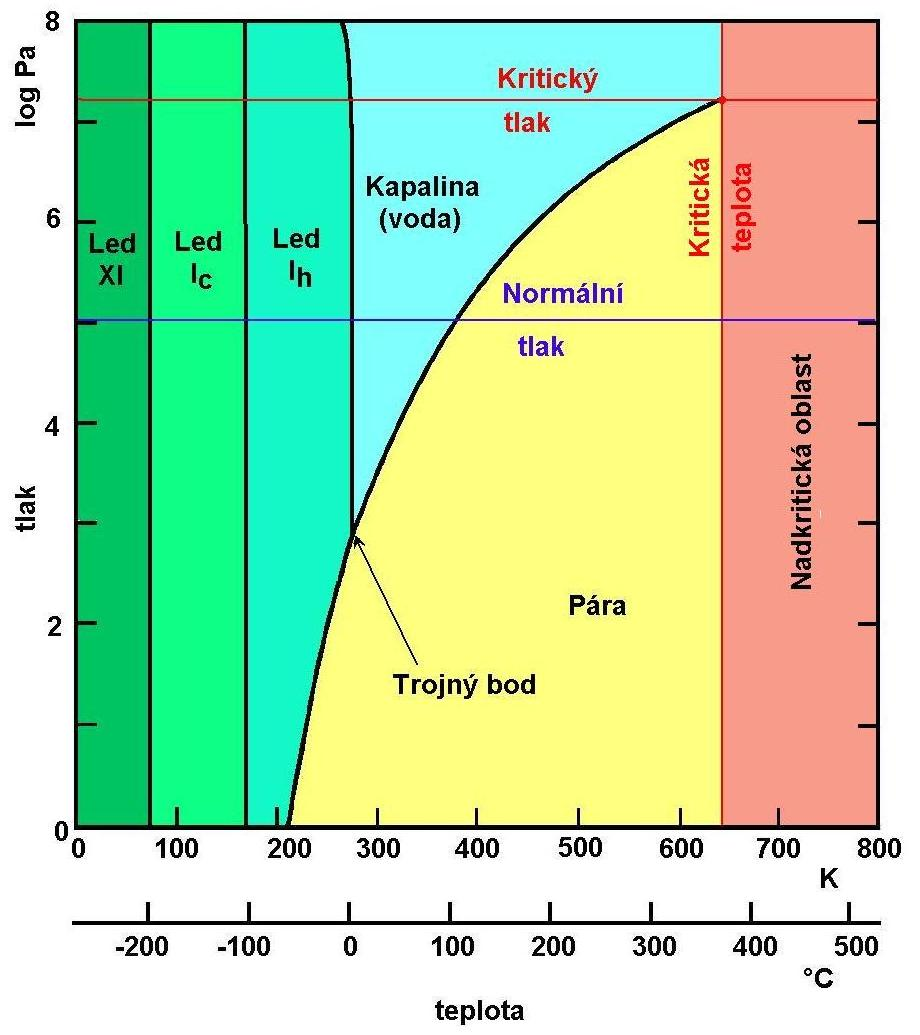
Příklad fázového diagramu vody.

Fázové diagramy reálných látek mohou být složitější a obsahovat více křivek, popř. trojných bodů. Důvodem může být např. skutečnost, že některé látky se běžně vyskytují ve více modifikacích daného skupenství. Existuje např. několik krystalických modifikací ledu, čímž na fázovém diagramu vznikají další křivky mezi jednotlivými modifikacemi.
Látky lze v kapalné fázi udržet i za teplot a tlaků, které jsou nižší než jejich hodnoty v trojném bodě. Tento jev se nazývá přechlazení. Vhodíme-li do přechlazené kapaliny malý krystalek pevné fáze, dochází okamžitě k tuhnutí. Při takovém náhlém tuhnutí vzroste teplota přechlazené kapaliny až na teplotu, která odpovídá bodu tání při okamžitých podmínkách. Tomu odpovídá čára d na obrázku. Rovnovážné stavy přechlazených kapalin se nazývají metastabilní. Podobným metastabilním stavem je přehřátí pevné fáze (křivka e na obrázku).